# Limbangantimur
Limbangantimur is een bestuurslaag in het regentschap Garut van de provincie West-Java, Indonesië. Limbangantimur telt 6715 inwoners (volkstelling 2010).